# Comuna Șolohove, Nikopol
Șolohove (în ucraineană Шолохове) este o comună în raionul Nikopol, regiunea Dnipropetrovsk, Ucraina, formată din satele Mîronivka, Șolohove (reședința) și Uleanivka.

## Demografie
Componența lingvistică a satului Șolohove
     Ucraineană (93,82%)
     Rusă (5,88%)
     Alte limbi (0,25%)
Conform recensământului din 2001, majoritatea populației satului Șolohove era vorbitoare de ucraineană (93,82%), existând în minoritate și vorbitori de rusă (5,88%).